# Alkimenes (Sohn des Glaukos)
Alkimenes (altgriechisch Ἀλκιμένης Alkiménēs) ist eine Figur der griechischen Mythologie und Sohn des Königs von Korinth Glaukos.
Nach einer in der Bibliotheke des Apollodor überlieferten Variante des Mythos wurde Alkimenes von seinem Bruder Bellerophon unvorsätzlich erschlagen, was die Ursache für Bellerophons Verbannung aus Korinth war. Nach anderen, ebenfalls in der Bibliotheke erwähnten Überlieferungen war der Name des erschlagenen Bruders Deliades oder Peiren.